# Norbert Elgert
Norbert Elgert (* 13. Januar 1957 in Gelsenkirchen) ist ein ehemaliger deutscher Fußballspieler und heutiger -trainer. Seit 1996 ist er in der A-Jugend des FC Schalke 04 tätig.

## Spielerkarriere
Norbert Elgert lernte das Schornsteinfegerhandwerk und spielte bei Westfalia Westerkappeln, als 1975 der FC Schalke 04 auf ihn aufmerksam wurde. Der Bundesligist verpflichtete den jungen Stürmer, der jedoch wegen eines Nierenleidens zunächst nur zu drei Einsätzen im August 1975 kam. Im November 1975 wechselte er zu Westfalia Herne, kehrte jedoch 1978 nach Gelsenkirchen zurück. In der Rückrunde der Saison 1979/80 gelang ihm der Durchbruch und er schoss seine ersten Bundesligatore. In der folgenden Saison war er mit zehn Toren in 23 Spielen bester Schalker Torschütze – was jedoch nicht reichte: Am Saisonende 1981 stiegen Elgert und seine Mitspieler in die Zweite Liga ab.
Elgert blieb vorerst bei Schalke und trug mit fünf Toren zum direkten Wiederaufstieg bei. Danach wechselte er 1982 zum VfL Osnabrück und nach nur einem Spiel für die Niedersachsen zur SG Wattenscheid 09 in die Zweite Liga, bei der er bis 1985 blieb. Seine aktive Karriere klang anschließend bei SuS 09 Dinslaken aus. Insgesamt kam Elgert in der Bundesliga auf 58 Einsätze und 13 Tore für Schalke 04; in der 2. Bundesliga kam er 81-mal zum Einsatz und erzielte dabei 21 Treffer.

## Trainerkarriere
Nach seiner aktiven Laufbahn erwarb Elgert die Trainerlizenz (gemeinsam mit Klaus Augenthaler). Als Trainer arbeitete er im Amateur- und Jugendbereich von 1990 bis 1992 bei SV Schermbeck, 1993 kurzzeitig bei SuS 09 Dinslaken, als U-19-Trainer von 1993 bis 1995 bei der SG Wattenscheid 09 sowie in der Saison 1995/96 beim FC Rhade. Von dort führte sein Weg 1996 zurück zum FC Schalke 04. Rudi Assauer vertraute ihm die A-Jugend des Bundesligisten an. Ihm gelang es, diese Mannschaft innerhalb weniger Jahre zu einer der erfolgreichsten Nachwuchsmannschaften im deutschen Fußball zu machen. 2002 führte er sie zum Titel „Westdeutscher Meister“ und zum DFB-Pokalsieg ihrer Altersklasse. Dabei brachte er Talente wie Christian Pander, Filip Trojan oder Sebastian Boenisch bis in den Profikader der Schalker oder, wie Mike Hanke, bis in Jürgen Klinsmanns WM-Kader 2006.
2002 wurde Elgert Co-Trainer der Bundesligaprofis von Schalke. Doch als Cheftrainer Frank Neubarth im Frühjahr 2003 gehen musste, wurde Elgert wieder zur U-19 beordert. Mit großem Erfolg: 2005 wurde sein Team erneut DFB-Pokalsieger, in der Saison 2005/06 wurden die Schalker A-Junioren mit ihm als Trainer Deutscher Meister. Der Schalker Nachwuchs um Mesut Özil besiegte im Endspiel die A-Jugend des FC Bayern München mit 2:1. In der Saison 2011/12 konnte Elgert den Gewinn der A-Jugend-Meisterschaft mit einem 2:1-Sieg gegen den FC Bayern München wiederholen. In der Saison 2014/15 wurde sein Team durch einen 3:1-Sieg gegen die TSG 1899 Hoffenheim erneut deutscher A-Jugend-Meister und sicherte den dritten Titel für Elgert bzw. die vierte Meisterschaft für Schalke 04. Im März 2016 kündigte er an, dass er den Klub verlassen wolle, um etwas Neues zu starten. Er würde aber immer ein Schalker bleiben. Sein Vertrag in Gelsenkirchen lief bis 2018, wurde allerdings im September 2016 unbefristet verlängert. Elgert gilt als „erfolgreichster Nachwuchstrainer Deutschlands“.

## Titel und Auszeichnungen

### Als Spieler
- Deutscher Zweitligameister und Aufstieg in die Bundesliga: 1982

### Als Trainer
- Deutscher A-Junioren-Meister (3): 2006, 2012, 2015
- Meister der A-Junioren-Bundesliga West (7): 2006, 2012, 2013, 2014, 2015, 2018, 2019
- Meister der A-Junioren-Regionalliga West: 2002
- Deutscher A-Junioren-Pokalsieger (2): 2002, 2005

### Auszeichnungen
- Trainerpreis des deutschen Fußballs 2013[4]

## Zitat
„Ich bin auf Kohle geboren und mit Emscherwasser getauft.“

## DVDs
- Norbert Elgert, Peter Schreiner: Die Kunst des Angriffsfußballs 1 + 2. direkt spielen – blitzschnell kombinieren – erfolgreich angreifen – Kombinationsspiel – Spiel in die Tiefe – Torschuss. Institut für Jugendfußball
- Norbert Elgert, Peter Schreiner: Die Kunst des Angriffsfußballs 3. Spiel ohne Ball – perfekte Ballsicherung – erstklassiges Positionsspiel. Institut für Jugendfußball